# Колин Ренфрю
Андрю Колин Ренфрю (на английски: Andrew Colin Renfrew) е английски археолог, палеолингвист и политик от Консервативната партия.
Роден е на 25 юли 1937 година в Стоктън он Тийс. През 1962 година завършва Кеймбриджкия университет, където през 1965 година защитава докторат.
Преподава в Шефилдския (1965 – 1972), Саутхамптънския (1972 – 1981) и Кеймбриджкия университет (от 1981). Работи в областта на археологията на Древна Гърция, радиовъглеродното датиране, палеолингвистиката, археогенетиката и невроархеологията.
През 1991 година получава пожизнена баронска титла и става член на Камарата на лордовете.